# 波克里 (阿瓜杜爾塞區)
波克里（西班牙語：Pocrí），是巴拿馬的城鎮，位於該國中部，由科克萊省的阿瓜杜爾塞區負責管轄，面積22.5平方公里，海拔高度24米，2010年人口12,881，人口密度每平方公里572.5人。